# 12506 Pariser
12506 Pariser (1998 FR108) là một tiểu hành tinh vành đai chính được phát hiện lần đầu tiên ngày 31 tháng 3 năm 1998 bởi nhóm nghiên cứu tiểu hành tinh gần Trái Đất phòng thí nghiệm Lincoln ở Socorro.